# Klešter
Klešter je označení pro soutěsku u Polné v okrese Jihlava. Nachází se asi 150 m směrem k Věžnici.
Klešterem procházela prastará obchodní cesta z Moravy do Čech, ležela na Haberské stezce a sloužila jako prastará celnice, ve které se ve středověku počítal dobytek, hnaný z Uher do Čech. Představuje ojedinělou technickou památku středověku, název pochází z německého „Klosteur“ (zárožné). Byla dlouhá asi 500 m, částečně sekaná ve skále. V 60. letech 20. století byla větší část zavezena Cesta se používala do roku 1874, kdy byla od dvora Ovčín k věžnické cestě položena nová silnice.
Význam této stavby dokladují archeologické nálezy. Našel se tu soubor alexandrijských mincí ze 3. století n. l., dále kamenný byzantský křížek. Dle výzkumu Břetislava Rérycha bylo staré hradiště a osada Polmna založena právě za účelem obrany této stezky.  Patří mezi výjimečné útvary ve střední Evropy, a proto jej v roce 1998 prohlásilo Ministerstvo kultury ČR kulturní památkou.